# 21 Capricorni
21 Capricorni är en orange jätte i stjärnbilden Stenbocken.
21 Capricorni har visuell magnitud +6,05 och är svagt synlig för blotta ögat vid god seeing. Den befinner sig på ett avstånd av ungefär 525 ljusår.